# 라이브리
라이브리(LiveRe)는 한국 최초의 소셜 댓글 서비스이다.
라이브리는 벤처기업 시지온(CIZION)에 의해 개발되었다. 2009년 11월 20일, 연세대학교 커뮤니케이션 연구소가 주최한 제1차 사이버 커뮤니케이션 컨퍼런스에서 공개되었다. 라이브리는 2012년 6월 기준 주요 언론사를 포함한 300개 기업을 고객사로 두고 있으며, 라이브리를 이용하는 웹 사이트도 1만 7000개에 이른다. 2011년 5월에는 고용노동부로터 사회적 기업 인증도 받았다.
라이브리 도입업체인 경향신문의 SNS 담당 부서인 인터랙티브팀은 "2011년 5월부터 9월까지 라이브리를 사용한 결과 서비스 도입 전에 비해 댓글 수가 3~4배 늘었다"고 밝혔다. 이 댓글 가운데 66%는 경향 아이디가 아닌 SNS 계정을 통해 등록된 것이었다. 2010년 7월 19일에 대한민국 언론사 중 최초로 소셜 댓글을 도입한 블로터닷넷(Bloter.net)은 2011년 7월 19일에 소셜 댓글 도입 1주기를 맞이해 이용 현황을 공개했다. 블로터닷넷에 따르면 라이브리 도입 초기에는 하루에 50~100여건의 댓글이 라이브리를 통해 작성됐으나, 2011년 7월 기준으로는 약 2만여건이 작성됐다.
소셜댓글을 통해서도 스팸의 문제는 여전히 남아 있지만, 시지온은 스팸댓글을 24시간 단속하기 위해 중구재활센터, 마포구재활센터, 서울시장애인일자리통합센터와 양해각서를 체결하고, 스팸댓글 모니터링 역량을 강화했다.